# Fire Fade
Fire Fade é um curta-metragem de 2017 co-produzido, co-escrito e estrelado pela artista sueca Tove Lo. O filme coincide com o segundo "capítulo", ou as seis últimas canções, do segundo álbum de estúdio de Lo, Lady Wood, lançado em 28 de outubro de 2016. O filme foi lançado no YouTube e Vevo em 25 de agosto de 2017 e é uma sequência do curta Fairy Dust, lançado em 31 de outubro de 2016.

## Enredo
O filme começa com Lo no corredor de um motel, ela começa a falar sobre seu colapso emocional dizendo "Todos ao redor estão me olhando ou estão apenas olhando quando eu olho para eles? Eu não sei dizer. Minha cabeça e meu ego são os mesmos agora. Tudo é tão lindo, mas tão frio. Para onde foi o fogo?". A música "Don't Talk About It" começa a tocar e ela começa a dançar no corredor, a música para e ela cai no chão e começa a falar sem fôlego sobre suas intenções de não se casar, de repente ela tenta pegar um borboleta arrastando-se para o chão, depois que ela conseguiu pegar a borboleta ela começa a confessar seus segredos para ela. Depois que a música "Imaginary Friend" começa a tocar, a borboleta escapa da palma de suas mãos e tenta pegá-la novamente subindo nas paredes. A música para de tocar e ela começa a brincar "Meu nome é X baby", que é um jogo de palmas da Malásia/Suécia que ela provavelmente jogava quando criança. Ela consegue pegar a borboleta pela segunda vez, mas de repente ela esmaga a borboleta e começa a gritar na varanda. A música "Keep It Simple" começa a tocar e vários cortes dela escalando nas paredes são mostrados, no final da música ela começa a chorar no teto, ela começa a cantar acapella o refrão da música "Flashes" em um armário vazio e a música começa a tocar depois que a música para, ela sai da sala e vai pelo corredor e se deita em um canto. Três caras bonitos entram na sala e a música "WTF Love Is" começa a tocar. Ela decide entrar na sala para se juntar aos três rapazes para ter relações sexuais com eles. Lo enfrenta os segredos sombrios de seu passado, enquanto ela também tem flashbacks de Fairy Dust. O filme termina com Lo saindo do chuveiro e se deitando em uma cadeira com um roupão de banho.

## Elenco
- Tove Lo como ela mesma
- Vas Galohvastov como primeiro homem
- Quinn Straw como segundo homem
- Harrison Bock como terceiro homem

## Trilha sonora
| 1   | "Don't Talk About It" |
| 2   | "Fire Fade"           |
| 3 - | "Imaginary Friend"    |
| 4 - | "Keep It Simple"      |
| 5   | "Flashes"             |
| 6   | "WTF Love Is"         |